# Переходя все границы
Переходя все границы (англ. Above and Beyond) — любовный роман американской писательницы Сандры Браун.

## Герои романа
- Кайла
- Ричард Страуд (муж Кайлы)
- Аарон (сын Кайлы и Ричарда)
- Клиф Пауэрс (отец Кайлы)
- Мег Пауэр (мать Кайлы)
- Тревор Рул (друг Ричарда)
- Джордж Рул (отец Тревора)
- Бэбс (подруга Кайлы)

## Сюжет
На следующий день после родов, Кайла получает известие о смерти любимого мужа в Каире. Теперь она должна встать на ноги и воспитать своего сына.
В то же время друг её покойного мужа Тревор борется за свою жизнь и винит себя в смерти своего друга. Получив оставшиеся вещи Ричарда, Тревор за время своего лечения влюбляется в Кайлу по её письмам мужу. Теперь у него появляется новая цель, новая мечта, которую он собирается достичь ложью.
Закончив лечение Тревор с материальной помощью своего отца начинает новый бизнес в Техасе и становится строителем.
"Случайное знакомство"  Кайлы с Тревором далеко не случайное для второго. С каждой встречей эти отношения развиваются всё больше, но насколько они правдивы покажет время. 
Неожиданное предложение руки и сердца усилили чувства Кайлы, которая не может забыть обещание данное Ричарду любить его до конца своей жизни. Но факт того, что Аарону нужен отец и прекрасное отношение Тревора к нему дают толчок принятию предложения.
Но даже официально став мужем и женой Кайла не может полностью выполнять свои обязанности, хотя любовь к Тревору растёт с каждым днем.
Однажды получив фотографию у старого друга Ричарда, Кайла узнаёт третьего человека, которого прозвали Ловеласом.
Таким образом секрет Тревора раскрывается и Кайла убеждена, что он поженился с ней, чтобы подавить своё чувство вины в смерти друга.
Но не получив моральную поддержку у Бэбс, которая считает раскрытый секрет маленькой недосказанной деталью, Кайла возвращается в дом Тревора.

## См.также
Браун, Сандра

## Внешние ссылки
- Официальная страница автора